# Oh My Boss
Oh My Boss (tiếng Thái: นายคะอย่ามาอ่อย;RTGS: Nai Kha Ya Ma Oi), là một bộ phim truyền hình Thái Lan ra mắt năm 2021 với sự tham gia của Worranit Thawornwong (Mook) và Luke Ishikawa Plowden (Luke).
Bộ phim được sản xuất bởi GMMTV và FuKDuK Production. Đây là một trong mười hai dự án phim truyền hình cho năm 2020 được GMMTV giới thiệu trong sự kiện "GMMTV 2020 New & Next" vào ngày 15 tháng 10 năm 2019. Ban đầu, dự án được dự kiến lên sóng vào năm 2020 nhưng bị lùi lại. Bộ phim sẽ được phát sóng vào lúc 20:30 (ICT), thứ Tư và thứ Năm trên GMM 25 và phát lại vào 22:30 (ICT) cùng ngày trên LINE TV, bắt đầu từ ngày 19 tháng 5 năm 2021. Bộ phim kết thúc vào ngày 1 tháng 7 năm 2021.

## Diễn viên
Dưới đây là dàn diễn viên của bộ phim:

### Diễn viên chính
- Worranit Thawornwong (Mook) vai Noom Nim
- Luke Ishikawa Plowden (Luke) vai Akitsuki Koji

### Diễn viên phụ
- Kullamas Limpawutivaranon (Knomjean) vai Rena
- Ohmi Ryota vai Hazobe
- Patara Eksangkul (Foei) vai Mark
- Sitang Punpop (Pai) vai Ploy
- Phakjira Kanrattanasoot (Nanan) vai In
- Suttatip Wutchaipradit (Ampere) vai Goong Ging
- Thanaboon Wanlopsirinun (Na) vai Minei
- Chinnarat Siriphongchawalit (Mike) vai Kamei
- Phatchara Thabthong (Kapook) vai Pin (bạn của Noom Nim)
- Yourboy Nureee vai Poppy (bạn của Noom Nim)
- Darina Bunchu (Nancy) vai Meow (bạn của Noom Nim)
- Kodama Haruka vai Miyakawa Azuki

### Khách mời
- Jirakit Thawornwong (Mek) vai Nut (anh của Noom Nim)

## Đón nhận

### Rating truyền hình Thái Lan
Trong bảng dưới đây, màu xanh dương biểu thị rating thấp nhất và màu đỏ biểu thị rating cao nhất.
| Tập        | Khung giờ (UTC+07:00) | Ngày phát sóng      | Tỷ lệ rating trung bình |
| ---------- | --------------------- | ------------------- | ----------------------- |
| 1          | 20:30 thứ Tư          | 19 tháng 5 năm 2021 | 0.283%                  |
| 2          | 20:30 thứ Năm         | 20 tháng 5 năm 2021 | 0.305%                  |
| 3          | 20:30 thứ Tư          | 26 tháng 5 năm 2021 | 0.6%                    |
| 4          | 20:30 thứ Năm         | 27 tháng 5 năm 2021 | 0.405%                  |
| 5          | 20:30 thứ Tư          | 2 tháng 6 năm 2021  | 0.502%                  |
| 6          | 20:30 thứ Năm         | 3 tháng 6 năm 2021  | 0.438%                  |
| 7          | 20:30 thứ Tư          | 9 tháng 6 năm 2021  | 0.458%                  |
| 8          | 20:30 thứ Năm         | 10 tháng 6 năm 2021 | 0.45%                   |
| 9          | 20:30 thứ Tư          | 16 tháng 6 năm 2021 | 0.448%                  |
| 10         | 20:30 thứ Năm         | 17 tháng 6 năm 2021 | 0.512%                  |
| 11         | 20:30 thứ Tư          | 23 tháng 6 năm 2021 | 0.557%                  |
| 12         | 20:30 thứ Năm         | 24 tháng 6 năm 2021 | 0.525%                  |
| 13         | 20:30 thứ Tư          | 30 tháng 6 năm 2021 | 0.537%                  |
| 14         | 20:30 thứ Năm         | 1 tháng 7 năm 2021  | 0.587%                  |
| Trung bình | Trung bình            | Trung bình          | 0.471%1                 |

^1  Dựa trên tỷ lệ rating trung bình mỗi tập.

## Nhạc phim
| Tên bài hát                 | Thể hiện                    | Ref.  |
| --------------------------- | --------------------------- | ----- |
| Tell Me                     | Worranit Thawornwong (Mook) | [ 4 ] |
| เพิ่งเข้าใจ (Phoeng Khao Chai) | Gawin Caskey (Fluke)        | [ 5 ] |